# Келдыш, Всеволод Александрович
Все́волод Алекса́ндрович Ке́лдыш  (15 февраля 1929, Москва — 4 января 2024, Москва) — советский и российский литературовед, доктор филологических наук, главный научный сотрудник Института мировой литературы имени А. М. Горького РАН.

## Биография
Окончил факультет русского языка и литературы, аспирантуру Московского педагогического института имени В. П. Потёмкина. В 1954 году защитил кандидатскую диссертацию «Сборник рассказов А. М. Горького „По Руси“».
С 1956 года работал в Институте мировой литературы имени А. М. Горького АН СССР (ныне РАН), с 1988 года — заведующий отделом русской литературы конца XIX — начала XX веков, затем — главный научный сотрудник. В 1975 году защитил докторскую диссертацию «Русский реализм начала XX века».
В. А. Келдыш — один из редакторов академической «Истории всемирной литературы» (том 8). Лауреат премии им. А. С. Пушкина РАН (2013).
Скончался 4 января 2024 года Прощание и отпевание состоялось 8 января в Хованском крематории. Прах захоронен на Донском кладбище.

### Книги
- Проблемы дооктябрьской пролетарской литературы: Горький и русская революционная поэзия. — М.: Наука, 1964. — 239 с.
- Русский реализм начала XX в. — М.: Наука, 1975. — 280 с.
- О «серебряном веке» русской литературы: Общие закономерности. Проблемы прозы. — М.: ИМЛИ РАН, 2010. — 511 с.
- Наследие Ф. М. Достоевского в философской и литературно-критической мысли Серебряного века русской литературы. — М.: ИМЛИ РАН, 2019. — 275 с.

### Статьи
- К проблеме литературных взаимодействий в начале XX в. // Русская литература. 1979, № 2; переизд. в: «Kunst und Literatur», Берлин, 1980 № 4, 5 (на нем. яз.)
- О «промежуточных» художественных явлениях в литературе начала XX в. (на англ.яз.) // Труды VIII конгресса Международной ассоциации по сравнительному литературоведению. Будапешт, 1980.
- Приобретения и задачи // Вопросы литературы. 1983. № 2; перепеч. в сб. ст. «В мире отечественной классики». — М.: Художественная литература, 1984.
- Уроки ученого // Тагер Е. Б. Избранные работы о литературе. — М.: Советский писатель, 1988.
- Наследие Ф. М. Достоевского и русская мысль порубежной эпохи // Связь времен. Проблемы преемственности в русской литературе конца XIX в. — начала XX в. — М.: Наследие, 1992.
- На рубеже художественных эпох // Вопросы литературы. 1993. Вып. 2.
- Восемь глав из раздела «Русская литература» // История всемирной литературы. Т. 8. — М.: Наука, 1994.
- О «серебряном веке» русской литературы и его изучении // Освобождение от догм. — М.: Наследие, 1997.
- Русская литература «серебряного века» как сложная целостность // Русская литература рубежа веков (1890-е — начало 1920-х годов). Кн. 1. М.: Наследие, 2000; переизд. в: История русской литературы конца XIX — начала XX века. Учебное пособие. В 2 т. Т. 1. — М.: Издательский центр «Академия». 2007.
- Реализм и неореализм // Русская литература рубежа веков (1890-е — начало 1920-х годов). Кн. 1. М.: Наследие, 2000. [5 п.л.]; переизд. в: История русской литературы конца XIX — начала XX века. Учебное пособие. В 2 т. Т. 1. — М.: Издательский центр «Академия». 2007.